# El Turia
Cervezas El Turia SA fou un fabricant de cervesa valencià fundat el 1935, si bé per causa de la Guerra Civil Espanyola, la cervesera va estar en actiu des de 1947, any en què Damm va posar en funcionament la fàbrica, fins a 1986, quan Damm compra la participació als socis valencians i tanca la fàbrica, ubicada al carrer de Sant Vicent. L'edifici va començar a ser enderrocat en 2014, i va patir un incendi en 2015. Vinculada bàsicament a València, a banda de la marca El Turia, va comercialitzar altres com La Huertana o Trinkal.
En 2013, Damm va recuperar el nom, llançant Turia Märzen bier, fabricada a les instal·lacions de Damm-Estrella de Levante al barri d'Espinardo, Múrcia.